# Аржантре-дю-Плесси
Аржантре-дю-Плесси (фр. Argentré-du-Plessis) — коммуна на северо-западе Франции, находится в регионе Бретань, департамент Иль и Вилен, округ Фужер-Витре, кантон Ла-Герш-де-Бретань. Расположена в 40 км к востоку от Ренна и в 34 км к западу от Лаваля. Через территорию коммуны проходит национальная автомагистраль N157.
Население (2018) — 4 447 человек. 

## История
Коммуна Аржантре-дю-Плесси была основана и на протяжении пятисот лет существовала вокруг замка семьи дю Плесси. Замок был возведен в Средневековье, а затем несколько раз перестраивался. Семья дю Плесси во время Великой Французской революции бежала в Германию, но замок уцелел. До начала XX века семья владела почти всей территорией коммуны, а ее представители до 1971 года были мэрами Аржантре-дю-Плесси.
Во время Революции Аржантре-дю-Плесси, переименованный в Аржантре-су-Витре, был в центре территории, занятой шуанами. Известны две битвы при Аржантре, 1795 и 1799 годов; в ходе обеих шуаны разбили войска Республики.

## Достопримечательности
- Замок дю Плесси XV-XIX веков, сочетание Ренессанса и неоготики
- Церковь Нотр-Дам конца XVIII века
- Часовня Святого Людовика XIX века
- Часовня Святой Евдокии (часовня Пинель) XV века
- Многочисленные живописные пруды на территории коммуны

## Экономика
Структура занятости населения:
- сельское хозяйство — 6,1 %
- промышленность — 13,9 %
- строительство — 12,7 %
- торговля, транспорт и сфера услуг — 50,2 %
- государственные и муниципальные службы — 17,1 %

Уровень безработицы (2018) — 6,0 % (Франция в целом —  13,4 %, департамент Иль и Вилен — 10,4 %). 

Среднегодовой доход на 1 человека, евро (2018) — 22 030 (Франция в целом — 21 730, департамент Иль и Вилен — 22 230).

## Демография
Динамика численности населения, чел.

## Администрация
Пост мэра Аржантре-дю-Плесси с 2015 года занимает Жан-Ноэль Бевьер (Jean-Noël Bévière). На муниципальных выборах 2020 года возглавляемый им правый список победил в 1-м туре, получив 56,77 % голосов.
| Период | Период | Фамилия          | Партия                                       | Примечания                                                           |
| ------ | ------ | ---------------- | -------------------------------------------- | -------------------------------------------------------------------- |
| 1971   | 1983   | Виктор Паке      | Разные правые                                |                                                                      |
| 1983   | 1995   | Жан Бурде        | Разные правые                                |                                                                      |
| 1995   | 2013   | Эмиль Бландо     | Союз за французскую демократию Разные правые | эксперт по земельным вопросам, член генерального совета департамента |
| 2013   | 2014   | Пьер Фадье       | Разные правые                                | пенсионер                                                            |
| 2014   | 2015   | Даниэль Боссон   | Разные правые                                | пенсионер                                                            |
| 2015   |        | Жан-Ноэль Бевьер | Республиканцы Разные правые                  | директор школы                                                       |

## Галерея

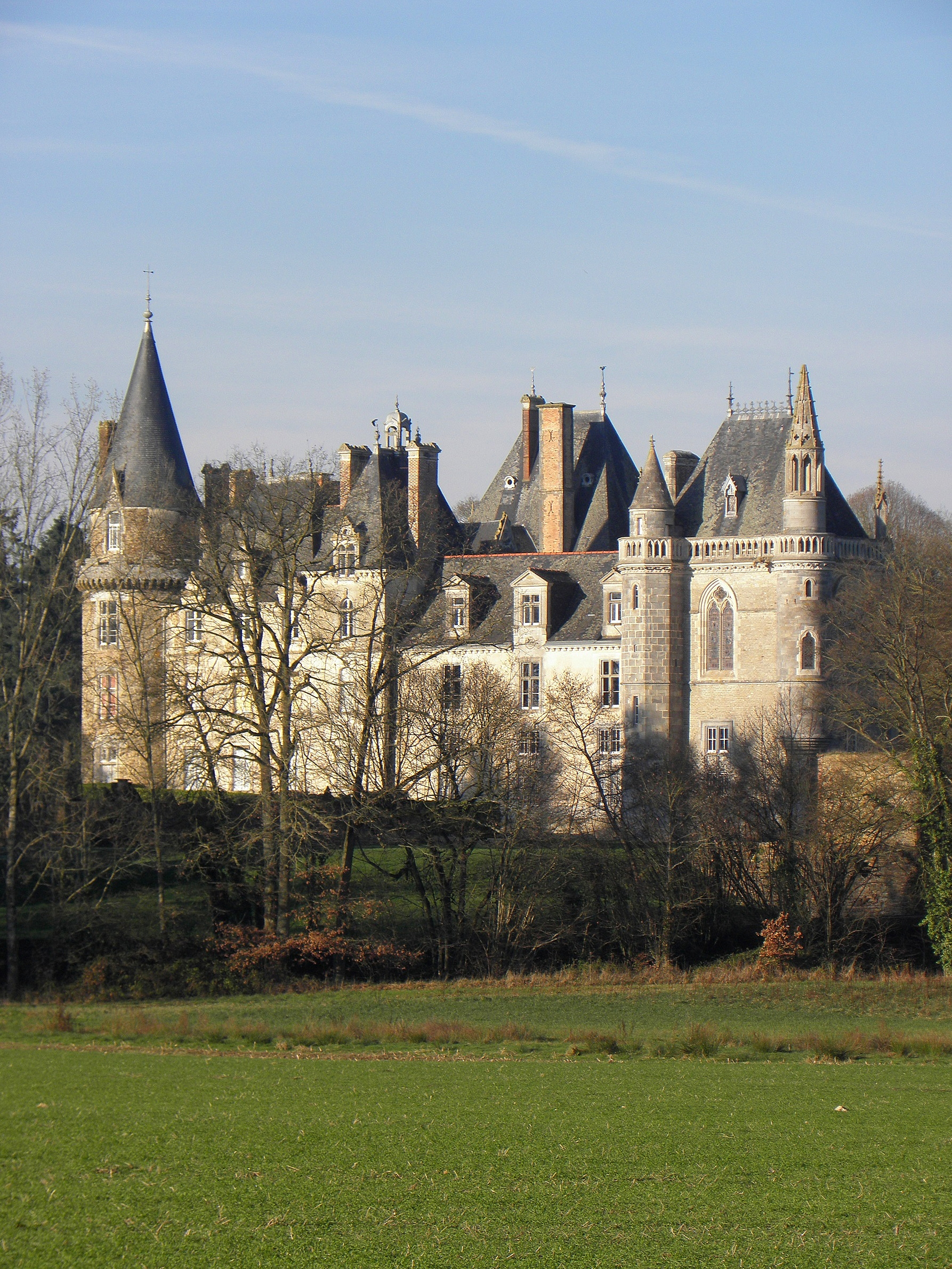
Замок дю Плесси
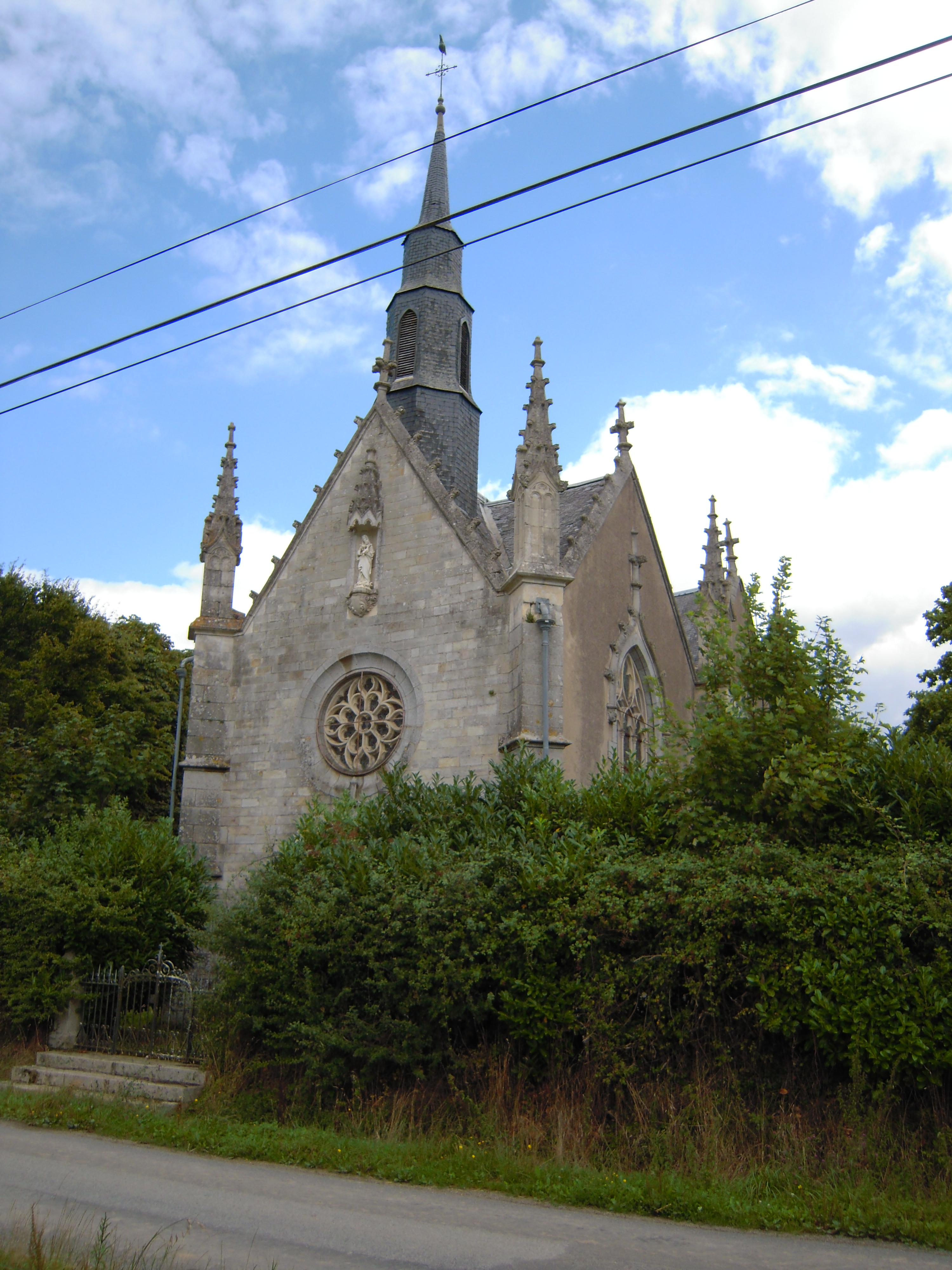
Часовня Святого Людовика
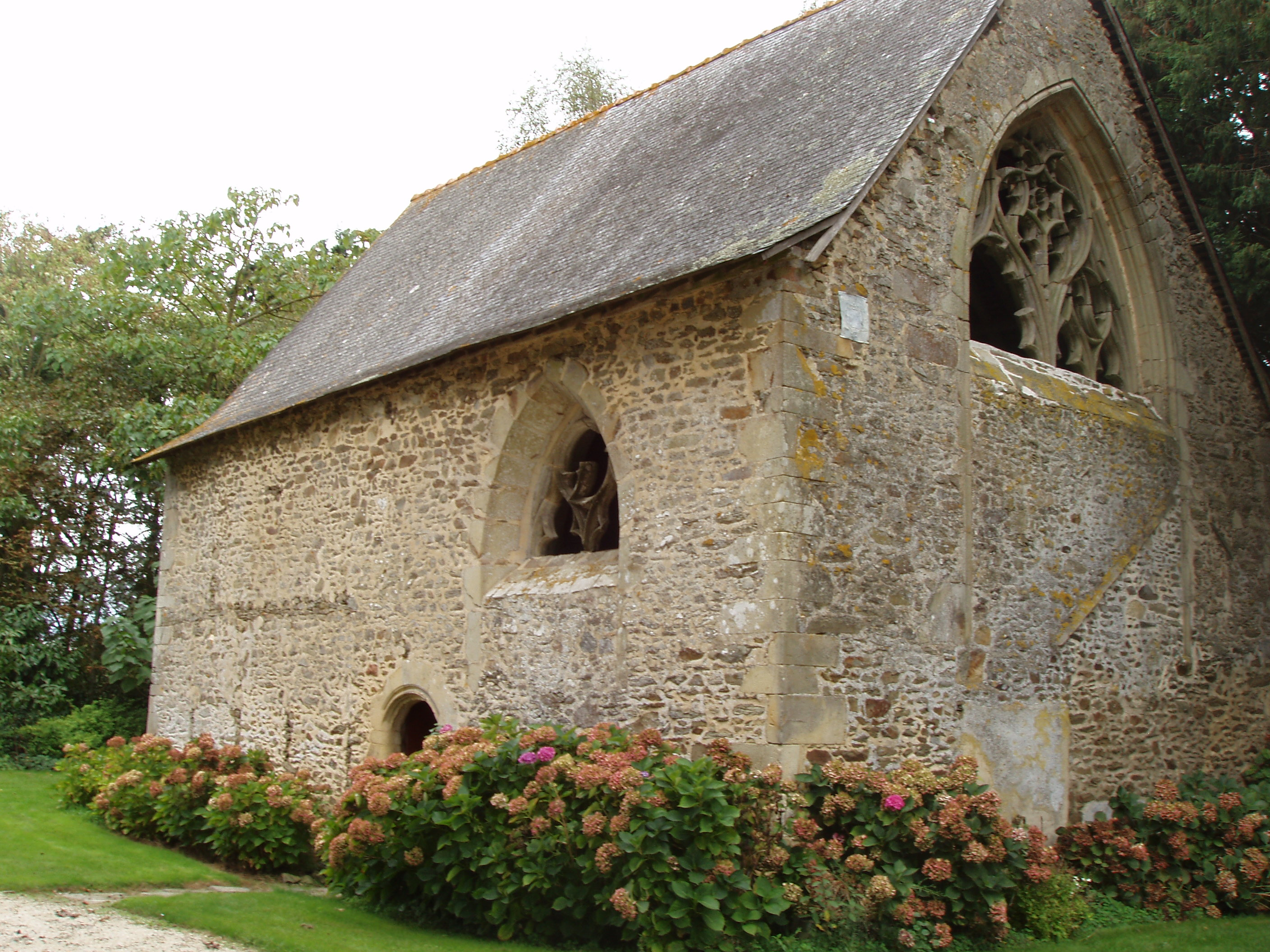
Часовня Пинель
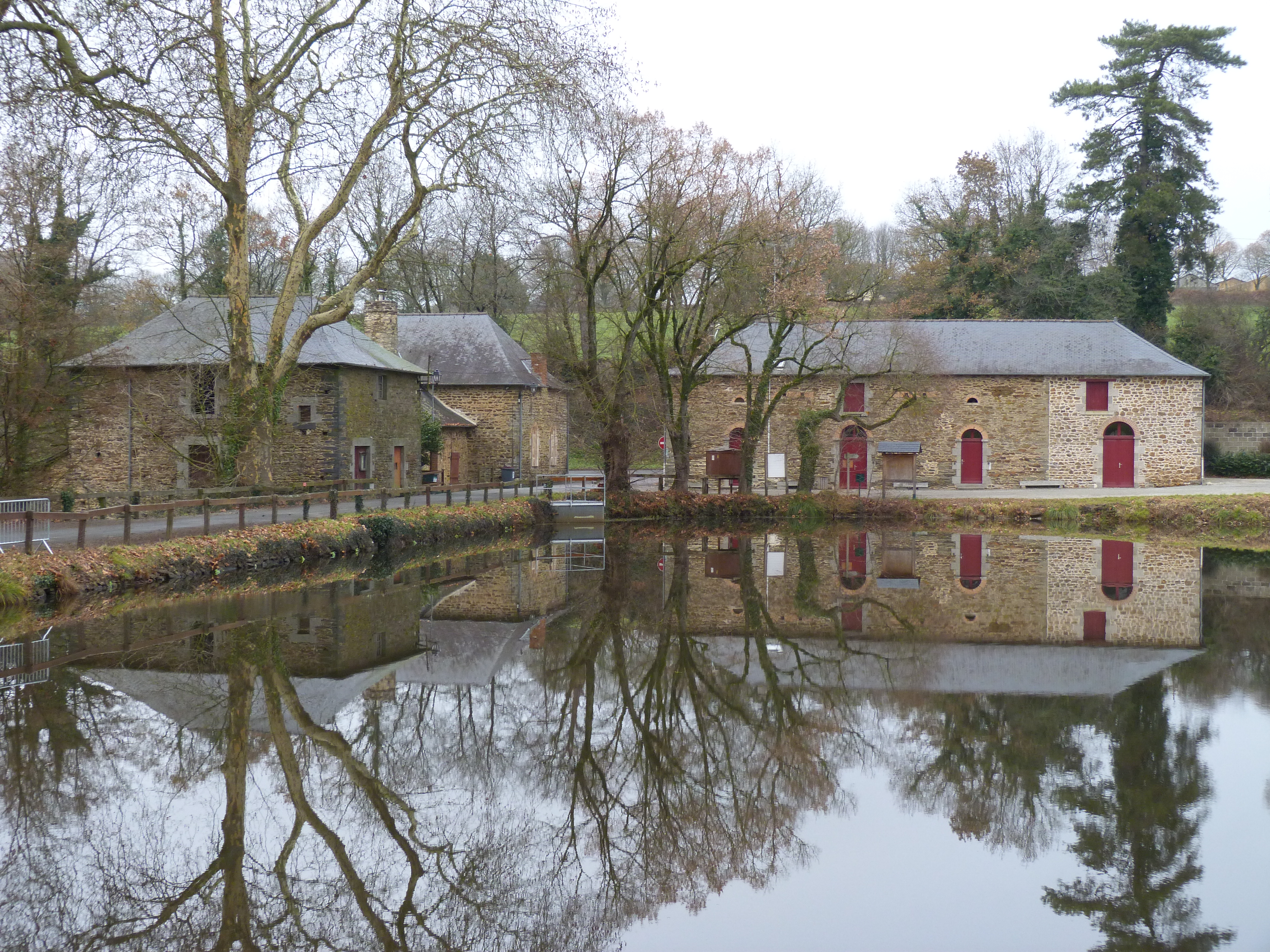
Пруд Мулен-Нёф